# Mersch (gemeente)
Mersch (Luxemburgs: Miersch) is een gemeente in het Luxemburgse Kanton Mersch. De gemeente heeft een totale oppervlakte van 49,74 km² en telde 7.395 inwoners op 1 januari 2007.

## Kernen
Beringen, Berschbach, Essingen, Mersch, Moesdorf, Pettingen, Reckange, Rollingen, Schoenfels

## Evolutie van het inwoneraantal
| Jaar                              | 2001  | 2002  | 2003  | 2004  | 2005  |
| --------------------------------- | ----- | ----- | ----- | ----- | ----- |
| Inwoneraantal                     | 7.012 | 7.060 | 7.178 | 7.271 | 7.286 |
| Opmerking: tellingen op 1 januari |       |       |       |       |       |

## Politiek
De gemeenteraad van Mersch bestaat uit 13 leden (Conseilleren), die om de zes jaar verkozen worden volgens een proportioneel kiesstelsel.

### Lijst van burgemeesters
- 1844: Emmanuel Servais[1]
- 1849: Nicolas Schroeder[2]
- 1890 - 1920: Gustave Wilhelmy[3][4]
- 2005: Albert Henkel[5]

### Resultaten
| 1999-2005 De 13 zetels zijn als volgt verdeeld:  | 2005-2011 De 13 zetels zijn als volgt verdeeld: | 2011-2017 De 13 zetels zijn als volgt verdeeld: |
| Bron: Ministerie van Binnenlandse Zaken / RTL.lu |                                                 |                                                 |

Na de gemeenteraadsverkiezingen van 2011 trad een coalitie van DP en CSV, met 8 zetels, aan. Burgemeester werd Albert Henkel (DP); Michel Reiland (CSV) werd eerste schepen en Michel Malherbe (DP) tweede schepen.
| Partij of kartel     | Partij of kartel | 1999 | 1999 | 2005 | 2005 | 2011 | 2011 |
| Stemmen / Zetels     | Stemmen / Zetels | %    | 13   | %    | 13   | %    | 13   |
| -------------------- | ---------------- | ---- | ---- | ---- | ---- | ---- | ---- |
|                      | déi gréng        |      | 2    |      | 3    |      | 4    |
|                      | LSAP             |      | 2    |      | 2    |      | 1    |
|                      | CSV              |      | 3    |      | 4    |      | 3    |
|                      | DP               |      | 6    |      | 4    |      | 5    |
| Totaal stemmen       |                  |      |      |      |      |      |      |
| Opkomst %            |                  |      |      |      |      |      |      |
| Blanco en ongeldig % |                  |      |      |      |      |      |      |

## Geboren
- Will Kesseler (1899-1983), schilder en tekenaar